# Megistops quasipretiosa
Megistops quasipretiosa là một loài bọ cánh cứng trong họ Chrysomelidae. Loài này được Savini miêu tả khoa học năm 1993.